# 石田瑞穂 (科学者)
石田 瑞穂（いしだ みずほ、1943年 - ）は、日本の地球科学者。専門は地震学。元日本地震学会会長。

## 来歴
長野県飯田市出身。長野県飯田高等学校を経て、1966年（昭和41年）お茶の水女子大学理学部物理学科流体力学専攻卒業。1974年（昭和49年）東京大学大学院理学系研究科博士課程修了、理学博士（東京大学）。同年科学技術庁国立防災科学技術センターに入所、1988年（昭和63年）地震活動研究室長、1996年（平成8年）地圏地球科学技術研究部長、2001年（平成13年）防災科学技術研究所研究主監を経て、海洋研究開発機構特任上席研究員、産業技術総合研究所客員研究員などを歴任した。
またカリフォルニア工科大学、カーネギー研究所の研究員も務めた。

## 受賞・栄典
- 猿橋賞（1989年）[1]
- 科学技術庁長官賞（1991年）[1]
- 紫綬褒章（2002年）[1]

## 参照
- 岩男壽美子・原ひろ子 共編「科学する心 日本の女性科学者たち」 日刊工業新聞社 2007年
- 猿橋勝子 監修「親愛なるマリー・キュリー 女性科学者10人の研究する人生」 東京図書 2002年